# 長尾神社
長尾神社（ながおじんじゃ）は、奈良県葛城市に鎮座する葛下郡の総社。旧大和国葛下郡の式内大社で、旧社格は郷社。

## 由緒・歴史
長尾の森の広大な神域に鎮座し、『延喜式神名帳』に「葛下郡長尾神社、大、月次、新嘗」と記されている式内の古社。このあたりを支配していた長尾氏の氏神とされるが定かでない。また吉野連との関係があるとされる。『日本三代実録』に、「貞観元年己卯（875年）正月二十七 日大和国従五位下、長尾神社従五位上」とあり、9世紀にはこの地に鎮座していた。社伝によると、寛平9年（897年）より弘安4年（1281年）までの間に九階進昇。弘安4年には正二位、江戸時代には正一位にまで昇進した。『放光寺古今縁起』（1302年）や『大和志』（1736年）によると祭神は伊勢の神宮の内宮及び外宮の大神天照大神、豊受大神である。伊勢の神宮の真西に鎮座していることから、古くから人々の篤い信仰を得た神社であった。また住吉・熱田・諏訪の神々も祀られている。江戸期の文献では水光姫命、白雲別命も祀られたとある。また『放光寺古今縁起』には「長尾神社は葛下郡全体の総社である天武天皇が壬申の乱（672年）で勝利した後に感謝の気持ちから葛下郡一郡を当社に献じられた」と記されている。
鎮座地は竹内街道、長尾街道、横大路が交差する交通の要衝であり、古来より交通安全、旅行安全の神として篤く信仰されている。参道は拝殿に向かって東西に長く伸びており一の鳥居は近年新たに竣工した。
二の鳥居の両脇には「なで蛙」が配されて、参拝者を見守っており、安産祈願の神としても名高い。
また水光姫命は古事記や日本書紀に体が光って尾が生じていたと記されており、神様の化身が白蛇であると言われるところから蛇の頭が大神神社で尾が長尾神社という伝承がある。さらに長尾神社は西日本の長尾姓の発祥地とも表記がされているが、苗字帯刀の頃より吉川家が代々受け継いでおり、関係性は定かではない。

## 祭神
主祭神は天照大神（あまてらすおおみかみ）、豊受大神（とようけのおおみかみ）。祭神は水光姫命（みひかひめのみこと）、白雲別命（しらくもわけのみこと）。
水光姫命は『日本書紀』で神武天皇東征に際し吉野川上（奈良県川上村井光）に巡幸の際、井戸の中から現れた国神（くにつかみ）として記される井氷鹿で、水神・井戸の神である。古事記や日本書紀によると、光って尾が生じていたと記されている。新撰姓氏録では「吉野氏の祖先で、天白雲別命の娘・豊御富登であり、水光姫の名は神武天皇が授けられたもの」としている。社伝では、水光姫命は応神天皇の治世に三角岩（葛城市竹内）に降臨し、子孫の加彌比加尼（かむひかね）に命じて長尾に祀らせたもので、姿は白蛇であって、今、神社の東北に藤をもって覆われている御陰井の藤の花がそれであるという。
嘉吉3年（1443年）の王寺町放光寺縁起に「長尾神社は放光寺の鎮守神」と記載されており、長尾神社の名称の由来は、「城上郡（今の桜井市のあたり）の美女を嫁にされた神があったが、一向に姿を現さないので、嫁の父が神の着物のすそに長い赤糸を取り付けてその後をつけていった所、長尾宮（ながおのみや）に入った」という話がある。水光姫命は、豊かな吉野川の水を守る水神であり、井戸の神でもある。
白雲別命は水光姫命の父神で、天より降臨したといわれる。神名から水神・雲の神とされる。
摂社は厳嶋神社（市杵嶋姫命（いちきしまのひめのみこと）・配祀　天児屋根命）。弁財天を祀ることから知恵の神とされる。

## 伝説
昔、大和に大きな蛇が住み、三輪山を七回り半に取り巻き、その尾は長尾一帯まで届いていた。ナガモノ（蛇）を祀りその最後尾であることからナガモノの尾、すなわち長尾（ナガオ）と名が与えられたという説がある。このことから三輪明神（桜井市）が頭で、長尾神社はその尾にあたると言われており、一緒詣りをすると利益（りやく）があるとされる。
また、竜が住んでいたとも言われ、竜王社（大和高田市）は竜の頭であり、長尾神社は竜の尾にあたるとされている。長尾神社の手水舎を司るのが竜である。また、竜王社が大蛇の胴体であり、大神神社−竜王社−長尾神社が大蛇の化身であるという説もある。そのため、三輪明神と龍王宮の拝殿や本殿は西を、長尾神社の本殿は東で向き合っていると言われる。
以上のような伝説から近年では龍神、白大蛇の神々の宿る神聖な巡礼地（スピリチュアルスポット）としても信仰が厚い。

## 主な祭事
1月1日歳旦祭（午前0時ー本殿初祈祷）、2月3日節分祭、3月4日おんだ祭（御田植神事と御供蒔）、7月中旬夏祭、10月4日宵宮（初絵馬奉納）、10月第２土曜日曜だんじり、11月23日新嘗祭（初穂祈祷）

## 現地情報
所在地
- 奈良県葛城市長尾471

交通アクセス
鉄道
- 最寄駅：近畿日本鉄道南大阪線 磐城駅下車 改札左手方向にまっすぐ（拝殿まで徒歩約1分） - 準急、普通のみ停車。列車本数は年末年始を除いて1時間2本程度であり、注意が必要。
- 最寄駅：近畿日本鉄道南大阪線 尺土駅下車 （拝殿まで徒歩約10分） -特急、急行、 準急、普通すべて停車。一の鳥居をくぐり、参道を歩みながら二の鳥居、拝殿へと進むことができる。